# یوکی هاشیموتو
یوکی هاشیموتو (ژاپنی: 橋本 裕貴؛ زادهٔ ۲۰ اکتبر ۱۹۹۴) یک بازیکن فوتبال اهل ژاپن است.
از باشگاه‌هایی که در آن بازی کرده‌است می‌توان به باشگاه فوتبال فوکوشیما یونایتد اشاره کرد.